# Friuli Latisana Rosato
Il Friuli Latisana Rosato è un vino DOC la cui produzione è consentita nella provincia di Udine.

## Caratteristiche organolettiche
- colore: rosso.
- odore: vinoso.
- sapore: asciutto, armonico.

## Produzione
Provincia, stagione, volume in ettolitri
- Udine  (1990/91)  75,25
- Udine  (1991/92)  356,3
- Udine  (1992/93)  380,45
- Udine  (1993/94)  120,4
- Udine  (1994/95)  141,05
- Udine  (1995/96)  60,2
- Udine  (1996/97)  117,25